# Jean-Yves Le Naour

Europa durante el período de entreguerras.

Historiador francés nacido en 1972, especialista en asuntos relativos a la Primera Guerra Mundial y al subsiguiente período entre-guerras, Jean-Yves Le Naour, tiene un doctorado en historia y es profesor en clases preparatorias. Su obra más destacada, Le Soldat inconnu vivant, fue traducida al inglés y también al sueco; esta obra también fue adaptada para la televisión por Joël Calmettes.

## Obras
- L'Affaire Malvy – Le Dreyfus de la Grande Guerre, Hachette Littératures, coll. « Essais », 8 de noviembre de 2007, 377 p.; Prix Henri Hertz 2008, ISBN 2012373933.
- Histoire de l'abolition de la peine de mort, Perrin, abril de 2011, 404 p.
- Désunion nationale : la légende noire des soldats du Midi, Vendémiaire, febrero de 2011, 190 p.
- Fusillés – Enquête sur les crimes de la justice militaire, Larousse, 2010, 332 p.
- Histoire du XXe siècle, Hachette littératures, septiembre de 2009, 570 p.
- Nostradamus s'en va-t-en guerre, Hachette littératures, octubre de 2008, 188 p.
- On a volé le Maréchal, Larousse, coll. « L'histoire comme un roman », junio de 2009, 206 p.
- Les soldats de la honte, Perrin, febrero de 2011, 276 p.
- Dictionnaire de la Grande Guerre (Jean-Yves Le Naour, dir.), Larousse, coll. « À présent », octubre de 2008, 510 p.
- Cartes postales de poilus, Georges Klochendler/ Jean-Yves Le Naour, First, septiembre de 2008, 143 p.
- Le Soldat inconnu – La guerre, la mort, la mémoire, Gallimard, coll. « Découvertes Gallimard », n° 531, septiembre de 2008, 112 p.
- La Première Guerre mondiale pour les nuls, First, septiembre de 2008, 323 p.
- Meurtre au Figaro – Le procès Caillaux, Larousse, coll. « L'histoire comme un roman », 2 de octubre de 2007, 288 p.
- Claire Ferchaud – La Jeanne d'Arc de la Grande Guerre, Hachette Littératures, coll. « Essais », 7 de febrero de 2007, 285 p.
- Le Corbeau – Histoire vraie d'une rumeur, Hachette Littératures, coll. « Essais », 11 de enero de 2006, 210 p.
- Marseille 1914-1918, Qui Vive Éditions, octubre de 2005, 127 p.
- La famille doit voter – Le suffrage familial contre le vote individuel, Hachette, 23 de febrero de 2005, 265 p.
- La Honte noire, Hachette Littérature, enero de 2004, 250 p.
- Histoire de l'avortement – XIXe ‑ XXe siècle  (avec Catherine Valenti), Seuil, coll. « L'Univers historique », 7 de marzo de 2003, 400 p.
- Histoire politique de la France depuis 1940, (avec Vincent Gourdon et Olivier Compagno), Hachette, coll. « Crescendo », 8 de enero de 2003, 190 p.
- Le Soldat inconnu vivant, 1918-1942, Hachette Littérature, coll. « La vie quotidienne », 15 de octubre de 2002, 250 p. (respecto del affaire Anthelme Mangin).
- Misères et tourments de la chair durant la Grande Guerre – Les mœurs sexuelles des français 1914-1918, Aubier Montaigne, 24 de marzo de 2002, 411 p.

## Documentales
- Filmer la guerre - Filmer la guerre d'Indochine, Cédric Condom/ Jean-Yves Le Naour, producido por Emmanuel Migeot (Kilaohm productions), l’ECPAD, Historia. Documental serie n°1/2, 2009, 52 minutos.
- Filmer la guerre - Filmer la guerre d'Algérie, Cédric Condom/ Jean-Yves Le Naour, producido por Emmanuel Migeot (Kilaohm productions), l’ECPAD, Historia. Documental serie n° 2/2, 2009, 52 minutos.
- Les Français dans la Grande Guerre, Cédric Condom/ Jean-Yves Le Naour, producido por Emmanuel Migeot (Kilaohm productions) y el Établissement de communication et de production audiovisuelle de la Défense (ECPAD) para la cadena Histoire, 2008, 52 minutos.
- La dernière bataille du soldat inconnu, Christophe Weber (realizador)/ Jean-Yves Le Naour (consultor científico) producido por Sunset y por el Institut national de l'audiovisuel (INA) para la cadena de televisión France 5, 2008, 52 minutos.
- Le Soldat inconnu vivant, documental de Joël Calmettes, según la obra de Jean-Yves Le Naour, Francia, 2004, 55 minutos.